# 深圳地下鉄13号線
深圳地下鉄13号線（しんせんちかてつ13ごうせん、中文表記: 深圳地铁13号线、英文表記: Shenzhen Metro Line 13）とは、中華人民共和国広東省深圳市の深圳湾口岸駅から高新中駅までを結ぶ深圳地下鉄の路線。計画段階では石岩線（せっがんせん）と称された。 港鉄軌道交通（深圳）（香港MTRの子会社）により運営されている。

## 歴史
- 2018年1月10日：着工[1]。
- 2024年8月20日：試運転を開始[2]。

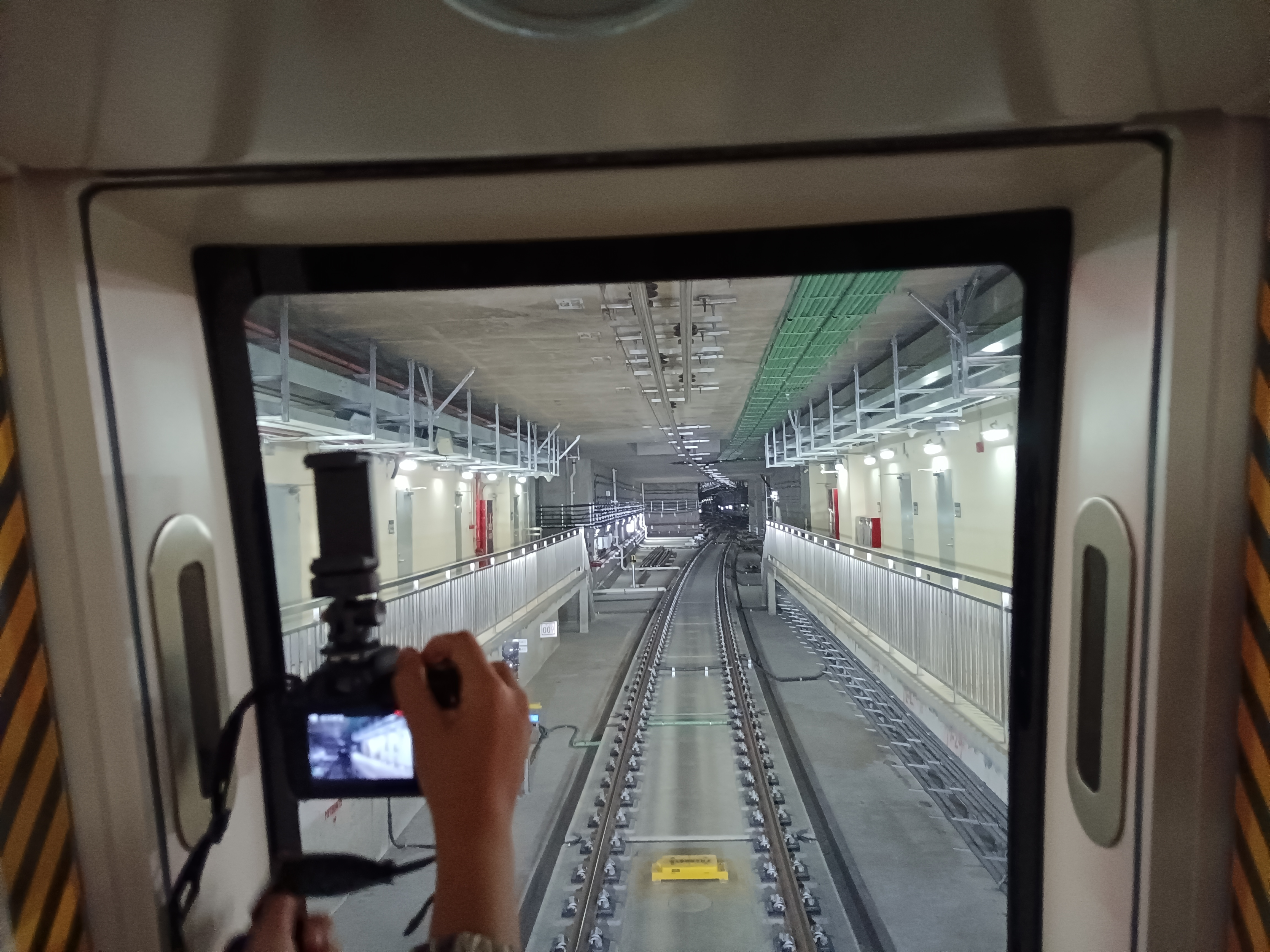
2024年12月28日に運行される地下鉄の内部構造

- 2024年12月28日：深圳湾口岸駅〜高新中駅間正式開業[3]。

## 駅一覧
| 駅名         | 駅名         | 駅名                    | 駅間 キロ | 累計 | 接続路線・備考 | 所在地        | 所在地 |
| 日本語       | 簡体字中国語 | 英語                    | 駅間 キロ | 累計 | 接続路線・備考 | 所在地        | 所在地 |
| ------------ | ------------ | ----------------------- | --------- | ---- | -------------- | ------------- | ------ |
| 深圳湾口岸駅 | 深圳湾口岸站 | Shenzhen Bay Checkpoint |           |      |                | 広東省 深圳市 | 南山区 |
| 人才公園駅   | 人才公园站   | Talent Park             |           |      |                | 広東省 深圳市 | 南山区 |
| 后海駅       | 后海站       | Houhai                  |           |      | ■2号線         | 広東省 深圳市 | 南山区 |
| 科苑駅       | 科苑站       | Keyuan                  |           |      | ■2号線 ■11号線 | 広東省 深圳市 | 南山区 |
| 粤海門駅     | 粤海门站     | Yuehaimen               |           |      | ■9号線         | 広東省 深圳市 | 南山区 |
| 深大駅       | 深大站       | Shenzhen University     |           |      | ■1号線         | 広東省 深圳市 | 南山区 |
| 高新中駅     | 高新中站     | Hi-Tech Central         |           |      |                | 広東省 深圳市 | 南山区 |

## 参考資料
1. ↑  “地铁13号线建设火力全开！2022年可竣工”. 蛇口消息报. (2018年5月29日).  オリジナルの2023年2月20日時点におけるアーカイブ。 2025年1月11日閲覧。{{cite news}}:  CS1メンテナンス: 先頭の0を省略したymd形式の日付 (カテゴリ)
2. ↑  “直达深圳湾口岸！今日起，深圳地铁13号线开启空载试运行”. 深圳市人民政府口岸办公室 (2024年8月20日). 2025年1月11日閲覧。
3. ↑  ““新会制造”来了！深圳地铁13号线开通运营”. 相约新会 (2024年12月29日). 2025年1月11日閲覧。